# Heterodermia subneglecta
Heterodermia subneglecta är en lavart som beskrevs av Elix. Heterodermia subneglecta ingår i släktet Heterodermia och familjen Physciaceae.   Inga underarter finns listade i Catalogue of Life.